# Dallara F312

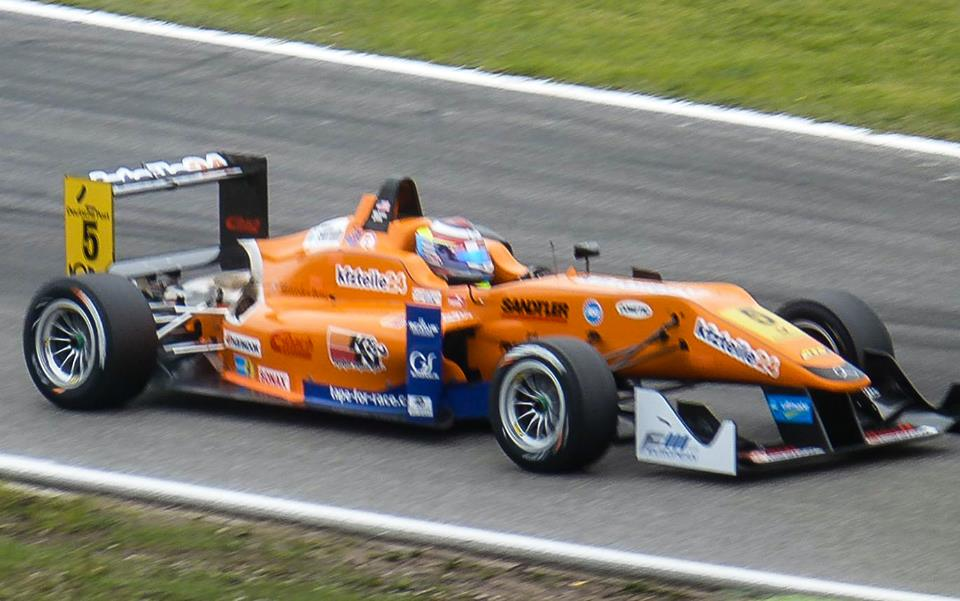
Dallara F312 in der europäischen Formel-3-Meisterschaft in Hockenheim 2013

Der Dallara F312 ist ein von Dallara entwickelter Formelrennwagen und der Nachfolger des Dallara F308. Ab 2012 wurde dieser Wagen für die Formel-3 genutzt. Er wurde 2017 vom Nachfolger Dallara F317 abgelöst.

## Das Fahrzeug
Zu seinem Vorgänger gibt es hauptsächlich im Design einen deutlichen Unterschied, da, wie erstmals in der Formel-1-Saison 2009 sogenannte „Höcker“ auf die Nase gesetzt werden. Dadurch wird die Aerodynamik an dieser Stelle verbessert und die Nase wirkt nicht mehr so wulstig. Außerdem ändert sich der Frontflügel. Teile wie z. B. die Stoßdämpfer werden vom Team ausgesucht. Die Schaltung ist über Schaltwippen und ohne Kupplung zu betätigen. Das Monocoque besteht aus kohlenstofffaserverstärktem Kunststoff. Zudem gibt es aerodynamische Verbesserungen an den Seitenkästen (neue Luftleitbleche) und umgebaute Teile an der Airbox sowie am Heckflügel.
Der F312 ist eines der kommerziell erfolgreichsten Fahrzeuge der Formel 3 Geschichte. Schon im Einführungsjahr 2012 wurden 53 Chassis des Wagen verkauft, von denen einige bis heute noch im Einsatz sind. Inklusive der Update-Modelle des F313 (11 Chassis); F314 (21 Chassis); F315 (16 Chassis) und F316 (22) ist von über 120 gebauten Autos auszugehen. In vielen nationalen Formel- und Clubsport-Serien sind die Wagen noch heute im Einsatz.

## Motor
Der Dallara F312 kann mit verschiedenen Motoren ausgestattet werden. Im ersten Einsatzjahr kamen Motoren von Mercedes, Mugen-Honda, Nissan, Toyota und Volkswagen zum Einsatz.

## Einsatz
Der Dallara F312 wurde seit 2012 in mehreren Formel-3-Meisterschaften verwendet.